# Референдум у Венесуелі (2023)

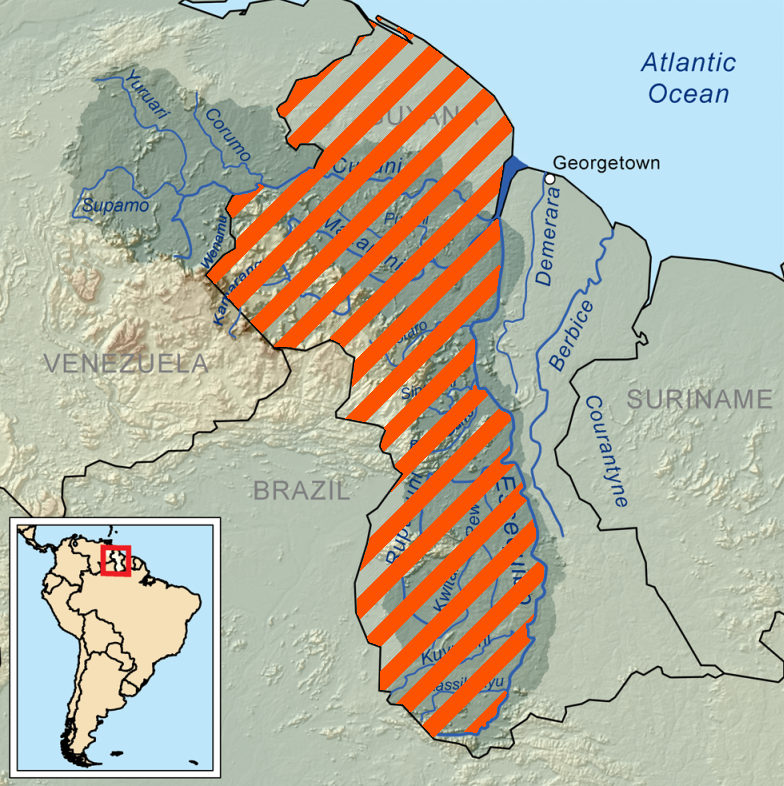
Регіон Гаяна-Ессекібо на який претендує Венесуела

Референдум у Венесуелі було проведено 3 грудня 2023 року за ініціативою президента Ніколаса Мадуро щодо претензій Венесуели на володіння регіоном Гаяна-Ессекібо, частини сусідньої Гаяни. Референдум мав п'ять запитань щодо плану уряду щодо на створення штату Гаяна-Ессекібо з наданням його населенню венесуельського громадянства.
Ессекібо — це важкопрохідна і малозаселена територія, її сучасний кордон із Венесуелою є дуже умовним і проходить густими джунглями, регіон має багаті запаси нафти.

## Запитання
Питання було схвалено Національною виборчою радою 23 жовтня 2023 року і Конституційною палатою Верховного суду Венесуели 1 листопада 2023 року:
- Чи згодні ви всіма засобами відповідно до закону оскаржити рішення, обманним шляхом нав'язане Паризьким арбітражним судом у 1899 році, яке спрямоване на те, щоб позбавити нас нашої Гаяни-Ессекібо?
- Чи підтримуєте ви Женевську угоду 1966 року як єдиний дійсний юридичний інструмент для досягнення практичного та задовільного вирішення для Венесуели та Гаяни суперечки з приводу належності території Гаяни-Ессекібо?
- Чи згодні ви з історичною позицією Венесуели, яка не визнає юрисдикцію Міжнародного суду ООН щодо вирішення територіальної суперечки щодо приналежності Гаяни-Ессекібо?
- Чи згодні ви всіма законними способами протистояти вимозі Гаяни про одностороннє незаконне розпорядження спірною морською територією порушуючи міжнародне право до її делімітації?
- Чи згодні ви зі створенням штату Гаяна-Ессекібо та розробкою прискореного плану комплексного заступництва над нинішнім та майбутнім населенням цієї території, який включає, серед іншого, надання громадянства та паспорта відповідно до Женевської угоди та міжнародного права та призведе до включення зазначеного штату до складу території Венесуели?

## Реакція
Запропоновані питання було засуджено урядом Гаяни, який звернувся до Міжнародного суду ООН із проханням втрутитися. Посла Венесуели в Гаяні Карлоса Амадора Переса Сілву було викликано до МЗС, де йому висловили «глибоке занепокоєння» з приводу референдуму.
Генеральний секретар Співдружності націй Патрісія Скотланд засудила референдум через те, що там заперечується територіальний суверенітет. Керівництво Карибського співтовариства висловило підтримку уряду Гаяни, заявивши, що референдум є порушенням міжнародного права, і навіть те, що схвалює захоплення території іншої держави.
У відповідь на ескалацію конфлікту у регіоні Бразилія збільшила військову присутність уздовж свого північного кордону.

## Результат
95 % учасників референдуму проголосували за окупацію Есекібо.
5 грудня, оголошуючи результати референдуму, Мадуро назвав регіон «новим штатом», показавши на місцевому телебаченні карту Венесуели з включеним до неї Есеккібо. 9 грудня Мадуро підписав низку указів про анексію регіону Ессекібо.
15 грудня президенти Венесуели та Гаяни домовилися про мирне вирішення суперечки та про продовження переговорів.